# 퍼트리샤 벨처
퍼트리샤 벨처(Patricia Belcher, 1954년 ~ )는 미국의 배우이다.

## 출연 작품
- 그리움과 함께 사는 법 (2015)
- 배드 워즈 (2013)
- 셔플 (2011)
- 찰리야 부탁해 시즌1 (2010)
- 사이러스 (2010)
- 섹스 후, 5일간의 여행 (2010)
- 500일의 썸머 (2009)
- 로어 러닝 (2008)
- 내 남자친구의 죽은 여자친구를 퇴치하는 법 (2008)
- 넘버 23 (2007)
- 언노운 (2006)
- 더 프라우드 패밀리 무비 (2005)
- 클로즈 투 홈 (2005)
- 본즈 1 (2005)
- 에드몬드의 범죄 (2005)
- 트윈스 (2005)
- 크리미널 (2004)
- 드라이 사이클 (2003)
- 원 온 원 (2001)
- 지퍼스 크리퍼스 (2001)
- 하트브레이커스 (2001)
- 더 우드 (1999)
- 유 럭키 독 (1998)
- 트레이시 테이크 온 (1996)
- 론머 맨 2 (1996)
- 내 사랑 레이몬드 (1996)
- 보디 체크 (1995)
- 스피시즈 (1995)
- 긴급 명령 (1994)
- 리빙 싱글 (1993)
- 유혹의 선 (1990)